# Ramón Domene
Ramón Domene Reyes (Villena, Provincia de Alicante, 2 de enero de 1990) es un ciclista español. 
Debutó como profesional con el equipo Caja Rural-Seguros RGA en la temporada 2013 tras haber participado como stagiaire en el Androni Giocattoli y en el propio Caja Rural-Seguros RGA. Como amateur destacó ganando el Campeonato de España sub-23 en la temporada 2012.

## Palmarés
- No ha conseguido victorias como profesional.